# Nolana reichei
Nolana reichei es una de 89 especies presentes en Chile, pertenecientes al género Nolana de la familia de las solanáceas (Solanaceae). Esta especie tiene una pequeña área de distribución ubicada en la Región de Coquimbo en Chile.

## Descripción
Nolana reichei es una hierba perenne, una planta de tallos postrados glandulares y pubescentes.
Se caracteriza por tener flores grandes y solitarias, axilares, cáliz glabro, posee de 5 pétalos lobulados unidos con forma de campana o embudo o gamopétalas, su corola presenta varios colores concéntricos, desde el exterior al interior va desde el violeta, azul, celeste, blanco, gris oscuro, negro y amarillo intenso en el centro. Los dos últimos corresponden a la garganta o embudo. Posee 5 estambres desiguales, 
de color amarillo y anteras de color blanco o amarillo. Su ovario es glabro y posee nectarios basales.
Su fruto está formado por 15 mericarpos angulares con 1 a 2 semillas de color negro.
Presenta hojas basales espatuladas, con pecíolos largos, sus hojas son suculentas y tienen base cuneada, márgenes ondulados y terminan en un ápice agudo.
Crece sólo en sectores costeros de la Provincia de Limarí, cerca del mar entre los 0 hasta los 500 metros sobre el nivel del mar y también en quebradas de la cordillera costa que son cubiertos por neblinas costeras. En este sector las precipitaciones alcanzan los 100 a 300 mm anuales, principalmente en los meses de invierno. Las plantas se encuentran expuestas a la luz del sol se ubican en la exposición norte de las laderas. Posee una zona de distribución muy reducida en Chile. 
Habita en un clima de rusticidad USDA equivalente a zonas 10 y 11.

## Nombres vernáculos
Esta especie es conocida como 'suspiro de Coquimbo', 'suspiro de siete colores', 'suspiro de Reiche' o simplemente 'suspiro'.

## Importancia
Es una especie endémica muy escasa.

## Amenazas
Una de las principales amenazas de esta especie la constituyen factores antrópicos como la urbanización y ocupación del borde costero, la actividad minera y la corta por turistas y por el paso de vehículos durante competencias deportivas.